# محمد بن علي باعلوي
محمد بن علي باعلوي (574 - 653 هـ) إمام وفقيه ومحدّث ذو نفوذ واسع من أشهر شخصيات السادة آل باعلوي المنتسبة إلى رسول الله محمد ﷺ، ومن أكابر الفقهاء حتى لقب بـ«الفقيه المقدم» و«الأستاذ الأعظم» ولم يلقب به أحد قبله. حمل لواء التصوف في حضرموت وحول به مجرى الحياة الفكرية خلال عصره وما تلاه من العصور بعد ذلك، فكان أول من اشتهر بالتصوف بحضرموت. وهو المؤسس لمعالم طريقة السادة آل باعلوي الصوفية التي انتشرت تعاليمها في كثير من بلدان العالم.

## نسبه
محمد بن علي بن محمد صاحب مرباط بن علي خالع قسم بن علوي بن محمد بن علوي بن عبيد الله بن أحمد المهاجر بن عيسى بن محمد النقيب بن علي العريضي بن جعفر الصادق بن محمد الباقر بن علي زين العابدين بن الحسين السبط بن علي بن أبي طالب، وعلي زوج فاطمة بنت محمد ﷺ.
فهو الحفيد 16 لرسول الله محمد ﷺ في سلسلة نسبه.

## مولده ونشأته
ولد بمدينة تريم في حضرموت سنة 574 هـ، ووالدته من آل باخطفان، ونشأ بها في بيئة تزخر بكبار الأئمة والعلماء الحضارمة، فتربّى وتعلم وتثقف على أيديهم، ولقوة استعداده أصبح إماما متوسعا في العلوم العربية والفنون الأدبية وفي غيرها. ولم يزل يتدرج في مدارج العلم حتى ملأ ذكره واشتهر صيته وما زال حتى ضرب بفضله المثل وتفوق في المنقول والمعقول واستخراج الفروع من الأصول حتى بلغ رتبة الاجتهاد المطلق، وقال شيخه علي بن أحمد بامروان: «أنه اجتمعت فيه شروط الإمامة العظمى».

## شيوخه
درس علوم الشريعة وفقه الشافعية، والأصول والعلوم العقلية، والتفسير والحديث، والتصوف والحقائق، وغيرها من العلوم على علماء تريم وعلى غيرهم منهم:
| - والده علي بن محمد صاحب مرباط - عمه علوي بن محمد صاحب مرباط | - عبد الله بن عبد الرحمن باعبيد - أحمد بن محمد باعيسى - علي بن أحمد بامروان | - محمد بن أحمد بن أبي الحب - سالم بن فضل - سالم بن بصري | - علي بن محمد بن جديد - محمد بن علي الخطيب - سفيان بن عبد الله اليمني |

## تلاميذه
وكان من أبرز الرجال الآخذين منهج العلم الروحي على يد الفقيه المقدم أولاده وعدد من الشيوخ منهم:
| - عبد الله القديم بن محمد باعباد - عبد الرحمن بن محمد باعباد | - عبد الله بن إبراهيم باقشير - سعيد بن عمر بالحاف | - إبراهيم بن يحيى بافضل - علي بن محمد الخطيب | - أحمد بن محمد الخطيب - سعد بن عبد الله أكدر |

## تصوفه
كان النشاط الصوفي قد بلغ ذروته في القرنيين الخامس والسادس الهجري، على رأسه الشيخ عبد القادر الجيلاني في المشرق العربي، والشيخ أبي مدين شعيب التلمساني في المغرب العربي، وكان لكل منهما مريدون وأتباع ودعاة. ويبدو أن أخبار الفقيه المقدم ومكانته العلمية والعملية قد بلغت الشيخ أبي مدين التلمساني شيخ الطريقة الصوفية بالمغرب بواسطة المسافرين إلى الخارج، فما كان من الشيخ أبي مدين إلا أن دعا أحد كبار تلاميذه وهو عبد الرحمن المقعد الحضرمي، وأمره أن يدخل من المغرب إلى مكة، ومن مكة إلى حضرموت، وقال له: «إن لنا فيها أصحابًا، سر إليهم وخذ عليهم عقد التحكيم ولُبس الخرقة»، وأعطاه الخرقة، وهي شعار التصوف ورمزه، وأمره أن يعطيها الفقيه المقدم، فلما وصل عبد الرحمن المقعد إلى مكة المكرمة حضرته الوفاة، فأوصى عبد الله الصالح المغربي، وهو من تلامذته، أن يتولى المهمة ويتصل بالفقيه المقدم، وأعطاه الخرقة. فذهب عبد الله المغربي إلى حضرموت، ودخل إلى تريم، ووجد الفقيه المقدم بين يدي شيخه بامروان، فأخبره بما أتى لأجله وأعلمه بجميع أمره، فرغب الفقيه المقدم بالانتظام تحت تبعيته، ورأى أن حال الفقر إلى الله لحاله مناسب، فلبس الخرقة، وأخذ عليه عبد الله المغربي نيابة عن الشيخ أبي مدين العهد والتحكيم، وأعلن موقفه على الجميع. فكان يوم التحول موقفًا عظيما وحدثًا جسيما، فقد أغضب ذلك بعض شيوخه الذين رشحوه للزعامة الفقهية إلى درجة المقاطعة، منهم الشيخ علي بامروان الذي قال له: «أذهبت نورك وقد رجونا أن تكون كاِبن فُورك، واخترت طريق التصوف والفقر وقد كنت عليَّ المقدار والقدر»، فرد على شيخه بقوله: «الفقر فخري وبه أفتخر وبه على النفس والشيطان أنتصر، ولا أتباعد عنكم إعراضا ولا تبدلت بكم معتاضا»، فكان ذلك أول نَفَس صوفي يُعلن به الفقيه المقدم.
أفادت المصادر أن علماء حضرموت كانوا في زمنه في القرن السادس مشغولين ومتنافسين في علوم الحديث والفقه، فأضاف الفقيه المقدم إلى تلك العلوم علم التصوف والحقائق وطبقها فعليًا بعد أن تعلم طريقة أهل التصوف على طريقة الشيخ شعيب أبي مدين التلمساني المغربي. إلا أن طبيعة التربية التي نشأ عليها الفقيه المقدم جعلت من تصوفه تصوفًا خاصًا حيث جمع بين طريقتين؛ طريقة آبائه وأجداده المتسلسلة إلى النبي محمد وطريقة الشيخ أبي مدين المغربية، فأسس منهجًا عمليًا ومدرسة سلوكية في الحياة مرتبطة بالسلف الصالح والسند المتصل إلى رسول الله ﷺ. وقد بلغ من سرعة تأثير الفقيه المقدم على وطنه أنه بتصوفه صار أهل حضرموت إلى صوفية في مدة غير بعيدة، بالرغم من أنهم كانوا لا يشتغلون إلا بالفقه والحديث وما كانوا قبل يعرفون طرق التصوف.

### كسر السيف
ومن الذين تأثروا أيضًا بطريق التصوف في حضرموت الشيخ سعيد بن عيسى العمودي بوادي دوعن، فقد قَدِم الشيخ سعيد إلى تريم ووضع يده في يد الفقيه المقدم واتفقا معًا على قرار الحسم بكسر السيف وترك حمل السلاح، والاعتناء بديلًا عنه بالعلم والعمل أساسًا للتوجه الروحي. وبهذا الاتحاد الروحي بين الشيخين كان الشيخ سعيد العمودي الشريك الأساسي لقرار الفقيه المقدم بكسر السيف والتحول إلى طريق الزهد والبعد عن طلب الحكم. وقد أثرت دعوته في الأوساط الحضرمية إلى نزع السلاح، واعتناق التصوف، وتبعه على ذلك قومه العلويون وغيرهم، وفي مقدمتهم كثير ممن عرفوا بـ«المشايخ».
ولم ينزع الفقيه المقدم السلاح منسحبًا بل ضرورة اقتضتها تلك المرحلة، فقد كان الحكام السياسيون بحضرموت في عصره وفيما قبله ينظرون إلى العلويين نظرة خوف وتوجس للمكانة التي يحتلونها في القلوب ويخشون من شعبيتهم على ملكهم فيحوطونهم بسياج من الرقابة ويضيقون عليهم الخناق نفس ما جرى من الرقابة ويجري مع العلويين في الشام والعراق على يد بني أمية وبني العباس وغيرهم من الحكام الآخرين، وقد عرف الفقيه المقدم بنفسه ذلك في أسرته فقد اضطر جده محمد صاحب مرباط للهجرة إلى ظفار نتيجة تلك المضايقة، كما شاهد بنفسه ما لاقاه عمه علوي شقيق أبيه من الألم والسم الذي دسه له حاكم تريم. وإلى جانب ذلك فإن تقلد السلاح معناه إذ ذاك في نظر الآخرين الاستعداد للمواجهة والحرب لذلك قام الفقيه المقدم بنزع سيفه وكسره ليبعد ذلك التوجس من النفوس. وحين كسر السيف في حدث مهيب تبعه الكثير من محبيه حتى أضحت حضرموت بلا سلاح سوى قلة من الحكام وأتباعهم. وبذلك نشر السلام في حضرموت وكان السبب في إبطال الثأر وكثير من النزاعات القبلية.

## مآثره
أقام الفقيه المقدم قواعد الطريقة العلوية (طريقة السادة آل باعلوي) لتكون منهجًا علميًا وتربويًا أساسه الصدق مع الله وبذل المجهود في إصلاح الإنسان وأسباب حياته الدينية والدنيوية، وهذا من أعظم آثاره التي انتشرت، فيما بعد، في بقاع العالم الإنساني كله، إذ شهدت حضرموت منذ ذلك الحين تحولا واسعًا في الحياة الفكرية، وبرزت الطريقة العلوية علمًا وعملًا وذوقًا في سلوك تلامذته ودائرة أتباعه. كما ترك رباطًا علميًا من أعظم أربطة البلاد نفعا وتأثيرا كان يحمل اسمه ويدرّس منهجه، وترك أيضًا أراضٍ زراعية كثيرة فيها من النخيل والزروع ما لا يحصى يصرف معظمه في سبيل المصالح العامة.
ومما بقي من آثاره مثبوتًا في كتب الأدعية والأذكار هذا الدعاء المنسوب إليه: «اللهم انقلنا والمسلمين من الشقاوة إلى السعادة، ومن النار إلى الجنة، ومن العذاب إلى الرحمة، ومن الذنوب إلى المغفرة، ومن الإساءة إلى الإحسان، ومن الخوف إلى الأمان، ومن الفقر إلى الغنى، ومن الذل إلى العز، ومن الإهانة إلى الكرامة، ومن الضيق إلى السعة، ومن الشر إلى الخير، ومن العسر إلى اليسر، ومن الإدبار إلى الإقبال، ومن السقم إلى الصحة، ومن السخط إلى الرضا، ومن الغفلة إلى العبادة، ومن الفترة إلى الاجتهاد، ومن الخذلان إلى التوفيق، ومن البدعة إلى السنة، ومن الجور إلى العدل. اللهم أعنّا على ديننا بالدنيا، وعلى الدنيا بالتقوى، وعلى التقوى بالعمل، وعلى العمل بالتوفيق، وعلى جميع ذلك بلطفك المفضي إلى رضاك، المُنْهِي إلى جنتك، المصحوب ذلك بالنظر إلى وجهك الكريم».

## ذريته
تزوج بنت عمه زينب بنت أحمد بن محمد صاحب مرباط، التي لقبت بـ«أم الفقراء»؛ اقتداءً بزوجة النبي ﷺ زينب بنت خزيمة. وله منها خمسة أبناء: علوي الغيور، وأحمد الشهيد، وعلي، ولهم عقب منتشر، وعبد الله، وعبد الرحمن، لم يعقبا.

## وفاته
توفي بمدينة تريم آخر ليلة من ذي الحجة عام 653 هـ، ودفن بمقبرة زنبل، وعرف بـ«مقدم التربة» لأنه أول من يزار في تربة تريم، حيث قال المشايخ العارفون: «لا ينبغي لزائر القبور أن يزور قبل الفقيه محمد بن علي أحدًا، وإن كان شيخًا أو والدًا أو قريبًا، بل يزوره أولًا، ثم يزور من شاء بعده، وإن كان مستعجلًا».

### استشهادات
1. ↑  عادل نويهض (1988)، مُعجم المُفسِّرين: من صدر الإسلام وحتَّى العصر الحاضر (ط. 3)، بيروت: مؤسسة نويهض الثقافية للتأليف والترجمة والنشر، ج. الثاني، ص. 583، OCLC:235971276، QID:Q122197128
2. ↑  الزركلي، خير الدين (2002). الأعلام (PDF). بيروت، لبنان: دار العلم للملايين. ج. الجزء السادس. ص. 282. مؤرشف من الأصل (PDF) في 2020-04-07.
3. ↑  السقاف، أحمد بن عبد الرحمن. الأمالي. تريم، اليمن: دار الأصول. ص. 81.
4. ↑  الحامد، صالح بن علي (1423 هـ). تاريخ حضرموت. صنعاء، اليمن: مكتبة الإرشاد. ج. الجزء الثاني. ص. 709. {{استشهاد بكتاب}}: تحقق من التاريخ في: |تاريخ= (مساعدة)
5. ↑  الحبشي، عيدروس بن عمر (1430 هـ). عقد اليواقيت الجوهرية. تريم، اليمن: دار العلم والدعوة. ج. الجزء الثاني. ص. 1093. {{استشهاد بكتاب}}: تحقق من التاريخ في: |تاريخ= (مساعدة)
6. ↑  الحبشي، أحمد بن زين. شرح العينية. سنغافورة: مطبعة كرجاي المحدودة. ص. 152.
7. ↑  الشلي، محمد بن أبي بكر (1402 هـ). المشرع الروي في مناقب السادة الكرام آل أبي علوي (PDF) (ط. الثانية). ج. الجزء الثاني. ص. 7. مؤرشف من الأصل (PDF) في 4 ديسمبر 2020. {{استشهاد بكتاب}}: تحقق من التاريخ في: |تاريخ= (مساعدة)
8. ↑  بلفقيه، علوي بن محمد بن أحمد (1415 هـ). من أعقاب البضعة المحمدية الطاهرة. المدينة المنورة، السعودية: دار المهاجر. ج. الجزء الأول. ص. 49. {{استشهاد بكتاب}}: تحقق من التاريخ في: |تاريخ= (مساعدة)
9. ↑  باكثير، عبد الله بن محمد (1405 هـ). الأشواق القوية إلى مواطن السادة العلوية. ص. 42. {{استشهاد بكتاب}}: تحقق من التاريخ في: |تاريخ= (مساعدة)
10. ↑  المشهور، عبد الرحمن بن محمد (1404 هـ). شمس الظهيرة (PDF). جدة، المملكة العربية السعودية: عالم المعرفة. ج. الجزء الأول. ص. 77. مؤرشف من الأصل (PDF) في 2 يناير 2020. {{استشهاد بكتاب}}: تحقق من التاريخ في: |تاريخ= (مساعدة)
11. ↑  ابن حميد، سالم بن محمد (1424 هـ). تاريخ حضرموت (PDF). صنعاء، اليمن: مكتبة الإرشاد. ج. الجزء الأول. ص. 86. مؤرشف من الأصل (PDF) في 12 ديسمبر 2020. {{استشهاد بكتاب}}: تحقق من التاريخ في: |تاريخ= (مساعدة)
12. ↑  خرد، محمد بن علي (2002). غرر البهاء الضوي ودرر الجمال البديع البهي. القاهرة، مصر: المكتبة الأزهرية للتراث. ص. 200، 497.